# استیو جونز (بازیکن فوتبال، زاده دسامبر ۱۹۷۰)
استیو جونز (انگلیسی: Steve Jones؛ زادهٔ ۲۵ دسامبر ۱۹۷۰) ورزشکار فوتبال اهل بریتانیا است.
از باشگاه‌هایی که در آن بازی کرده‌است می‌توان به باشگاه فوتبال سوانزی سیتی، باشگاه فوتبال چلتنهام تاون، و باشگاه فوتبال فارست گرین راورز، باشگاه فوتبال چلتنهام تاون، و باشگاه فوتبال بیشاپس کلیو اشاره کرد.